# توم ناش
توم نـاش (بالإنجليزية: Tom Nash)‏ هو لاعب كرة قدم أمريكية أمريكي، ولد في 21 نوفمبر 1905 في مقاطعة لينكن في الولايات المتحدة، وتوفي في 24 أغسطس 1972 في واشنطن في الولايات المتحدة.

## وصلات خارجية
- توم نـاش على موقع مرجع كرة القدم المحترفة.كوم (الإنجليزية)